# Джон Аріас
Джон Аріас (ісп. Jhon Arias, нар. 21 вересня 1997, Кібдо) — колумбійський футболіст, півзахисник бразильського клубу «Флуміненсе» та національної збірної Колумбії.
Виступав, зокрема, за клуб «Америка де Калі», з яким став чемпіоном Колумбії, а також «Флуміненсе», у складі якого є володарем Кубка Лібертадорес.

## Клубна кар'єра
Народився 21 вересня 1997 року в місті Кібдо. Вихованець юнацьких команд мексиканських футбольних клубів «Дорадос де Сіналоа» та «Тіхуана», після яких повернувся до Колумбії і 2017 року став гравцем «Патріотаса».
2018 року Аріас на правах оренди перейшов у клуб другого дивізіону «Льянерос», де дебютував на дорослому рівні, і забив 5 голів у 31 матчі, після чого повернувся у «Патріотас». 15 липня 2019 року в матчі проти «Індепендьєнте Медельїн» він дебютував у вищому дивізіоні. 17 серпня в матчі проти "Енвігадо" Джон забив свій перший гол за клуб. Загалом за «Патріотас» зіграв 38 ігор і забив 4 голи в усіх турнірах.
Своєю грою за останню команду привернув увагу представників тренерського штабу клубу «Америка де Калі», до складу якого приєднався 10 грудня 2019 року. Відіграв за команду з Калі наступний сезон, ставши чемпіоном країни, але основним гравцем команди не був. Через це протягом 2021 року захищав кольори клубу «Санта-Фе».
18 серпня 2021 року Аріас вперше в своїй кар'єрі переїхав за кордон, уклавши чотирирічний контракт із бразильською командою «Флуміненсе». У 2023 році Джон допоміг клубу вперше в історії здобути Кубок Лібертадорес. Цей результат дозволив клубу поїхати на клубний чемпіонат світу 2023 року в Саудівській Аравії. Там у матчі півфіналу проти єгипетського «Аль-Аглі» (2:0) він забив гол з пенальті, а за підсумками турніру Аріас отримав «Бронзовий м'яч». Станом на 22 грудня 2023 року відіграв за команду з Ріо-де-Жанейро 81 матч у національному чемпіонаті.

## Виступи за збірну
5 червня 2022 року дебютував в офіційних іграх у складі національної збірної Колумбії в товариському матчі проти збірної Саудівської Аравії (1:0).
| Дата       | Місто          | Господарі         | Результат | Гості     | Турнір            | Голи | Примітки |
| ---------- | -------------- | ----------------- | --------- | --------- | ----------------- | ---- | -------- |
| 5-6-2022   | Мурсія         | Саудівська Аравія | 0 – 1     | Колумбія  | товариський матч  | -    |          |
| 20-11-2022 | Форт-Лодердейл | Колумбія          | 2 – 0     | Парагвай  | товариський матч  | -    | 88'      |
| 24-3-2023  | Ульсан         | Південна Корея    | 2 – 2     | Колумбія  | товариський матч  | -    | 70'      |
| 28-3-2023  | Осака          | Японія            | 1 – 2     | Колумбія  | товариський матч  | -    | 73'      |
| 16-6-2023  | Валенсія       | Колумбія          | 1 – 0     | Ірак      | товариський матч  | -    | 59'      |
| 20-6-2023  | Гельзенкірхен  | Німеччина         | 0 – 2     | Колумбія  | товариський матч  | -    |          |
| 7-9-2023   | Барранкілья    | Колумбія          | 1 – 0     | Венесуела | Відбір до ЧС 2026 | -    | 75'      |
| 12-9-2023  | Сантьяго       | Чилі              | 0 – 0     | Колумбія  | Відбір до ЧС 2026 | -    | 41' 71'  |
| 12-10-2023 | Барранкілья    | Колумбія          | 2 – 2     | Уругвай   | Відбір до ЧС 2026 | -    | 90'      |
| 17-10-2023 | Кіто           | Еквадор           | 0 – 0     | Колумбія  | Відбір до ЧС 2026 | -    | 27'      |
| 21-11-2023 | Асунсьйон      | Парагвай          | 0 – 1     | Колумбія  | Відбір до ЧС 2026 | -    | 45'      |
| Усього     |                | Матчів            | 11        |           | Голів             | 0    |          |

## Титули і досягнення
- Чемпіон Колумбії (1):

«Америка де Калі»: 2020
- Переможець Ліги Каріока (2):

«Флуміненсе»: 2022, 2023
- Володар Кубка Лібертадорес (1):

«Флуміненсе»: 2023
- Переможець Рекопи Південної Америки (1):

«Флуміненсе»: 2024